# Essanay Studios
Essanay Studios, officieel de Essanay Film Manufacturing Company, was een vroege Amerikaanse filmstudio. De studio werd in 1907 in Chicago opgericht door George Kirke Spoor en Gilbert Maxwell Anderson, aanvankelijk als de Peerless Film Manufacturing Company, daarna als Essanay (gevormd door de initialen van de oprichters: "S and A") op 10 augustus 1907. Essanay wordt waarschijnlijk het meest herinnerd om zijn reeks Charlie Chaplin-komedies die in 1915-1916 werden geproduceerd. Eind 1916 fuseerde Essanay de distributie met andere studio's en in het najaar van 1918 stopte het met het produceren van films. Volgens filmhistoricus Steve Massa is Essanay een van de belangrijkste studio's uit het tijdperk van de stomme film, met komedies als drijvende kracht. Oprichters Spoor en Anderson kregen vervolgens ere-Oscars voor hun baanbrekende bijdragen aan de filmindustrie.

## Oprichting
Essanay was oorspronkelijk gevestigd in Wells Street. Essanay's eerste film, An Awful Skate, or The Hobo on Rollers uit juli 1907 met in de hoofdrol Ben Turpin (toen de conciërge van de studio), werd geproduceerd voor slechts een paar honderd dollar en bracht enkele duizenden dollars op. De studio floreerde en verhuisde in 1908 naar het bekendere adres in Uptown (Chicago).

## Bekende acteurs en staf

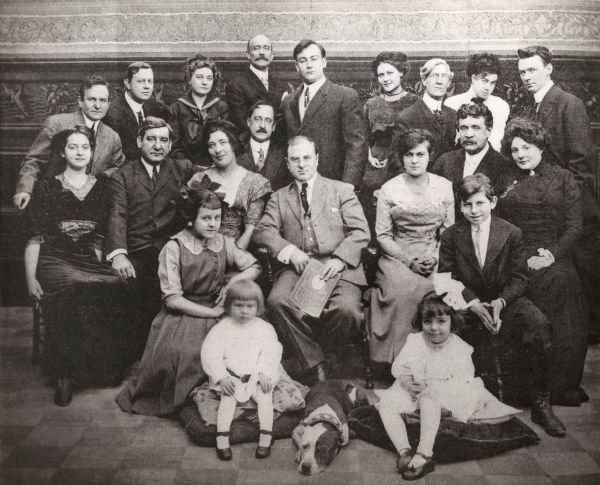
Groepsfoto van Essanay-sterren in 1911.

Essanay produceerde stomme films met sterren (en toekomstige sterren) als George Periolat, Ben Turpin, Wallace Beery, Thomas Meighan, Colleen Moore, Francis X. Bushman, Gloria Swanson, Ann Little, Helen Dunbar, Lester Cuneo, Florence Oberle, Lewis Stone, Virginia Valli, Edward Arnold, Edmund Cobb en Rod La Rocque. De steunpilaar van de organisatie was echter mede-eigenaar van de studio Gilbert Anderson, die de hoofdrol speelde in de zeer populaire "Broncho Billy"-westerns. Maar de grootste ster van Essanay was Charlie Chaplin, die een tijdlang zijn eigen productie-eenheid in de studio had.
Allan Dwan werd door Essanay Studios ingehuurd als scenarioschrijver en groeide uit tot een beroemde Hollywood-regisseur. Louella Parsons schreef ook scenario's voor de studio en werd later een invloedrijke roddelcolumnist in Hollywood. De eigenaren Spoor en Anderson ontvingen in respectievelijk 1948 en 1958 een ere-Oscar voor hun baanbrekende inspanningen met Essanay.

## Producties

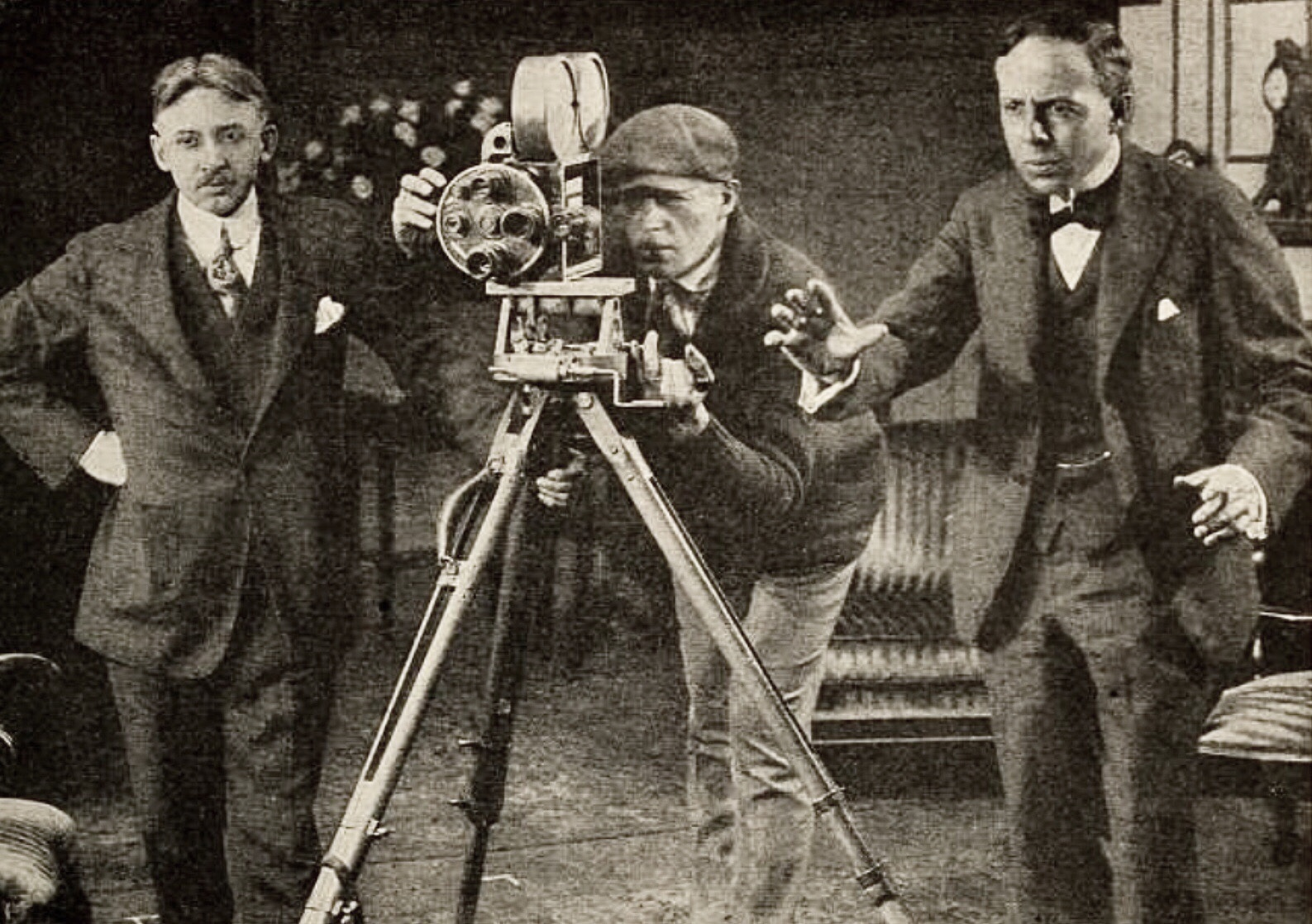
Regisseur Arthur Berthelet (rechts) aan het werk bij Essanay in 1917.

Essanay's producties omvatten de eerste Amerikaanse filmversie van A Christmas Carol (1908) en de korte western The James Boys of Missouri (1908), die opmerkelijk is omdat het de eerste biografische film is over de negentiende-eeuwse Amerikaanse outlaw-broers Jesse en Frank James. Ben Turpin was in Mr. Flip (1909) het eerste slachtoffer van de taart-in-het-gezicht-grap in een film. In 1916 bracht de studio de eerste Amerikaanse Sherlock Holmes-film uit, geregisseerd door Arthur Berthelet met in de hoofdrol William Gillette. Het bedrijf uit Chicago produceerde ook animatiekomedies, waaronder afleveringen met de kleine jongen "Dreamy Dud" en zijn hond "Wag", die begin 1900 tot de favoriete tekenfilmfiguren van de bioscoopgangers behoorden.

## Essanay West
Vanwege de seizoensgebonden weerspatronen in Chicago en de populariteit van westerns, verplaatste Gilbert Anderson een deel van het bedrijf naar het westen, eerst naar Colorado en later naar Californië. De western-activiteiten verplaatsten er zich seizoensgebonden tussen Noord- en Zuid-Californië. Er waren locaties in San Rafael, ten noorden van San Francisco en in Santa Barbara.
In 1912 vestigde Anderson zich op een locatie in Niles Canyon in de San Francisco East Bay Area, waar hij de lege schuur van Frank Mortimer gebruikte voor binnenopnames.  Het jaar daarop bouwde Essanay in het stadje Niles aan de monding van Niles Canyon "10 bescheiden huisjes voor hun acteurs en een bescheiden studio in de nabijheid", aan de overkant van de straat van de spoorrails. Essaney produceerde  meer dan 350 films in Niles. Op 16 februari 1916 werd de locatie in Niles door George Spoor per telegram gesloten en in de jaren dertig was alles alweer afgebroken.

## Films van Chaplin

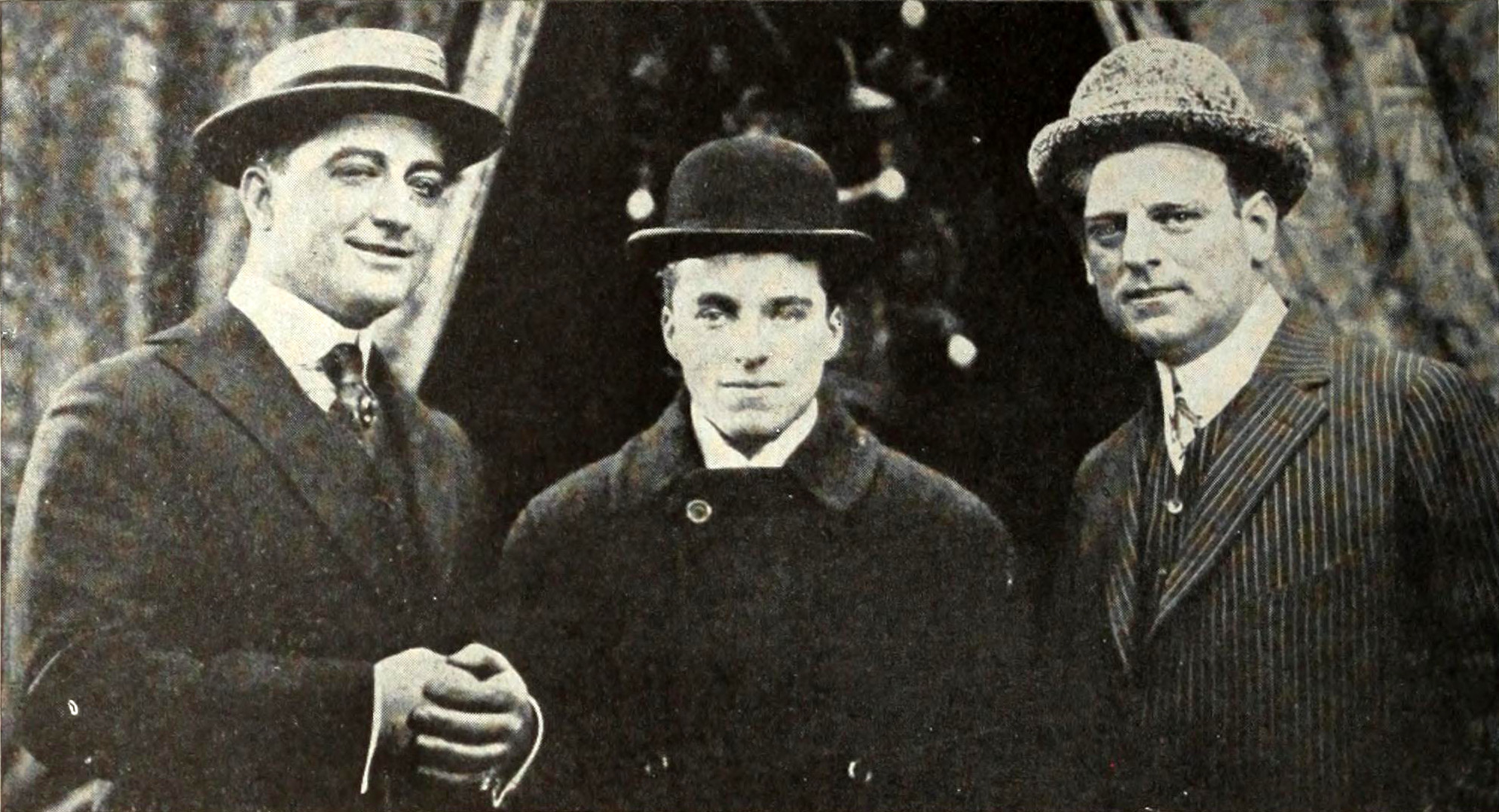
Essanay-sterren in 1915: Francis X. Bushman, Charlie Chaplin en mede-eigenaar en acteur Billy Anderson.

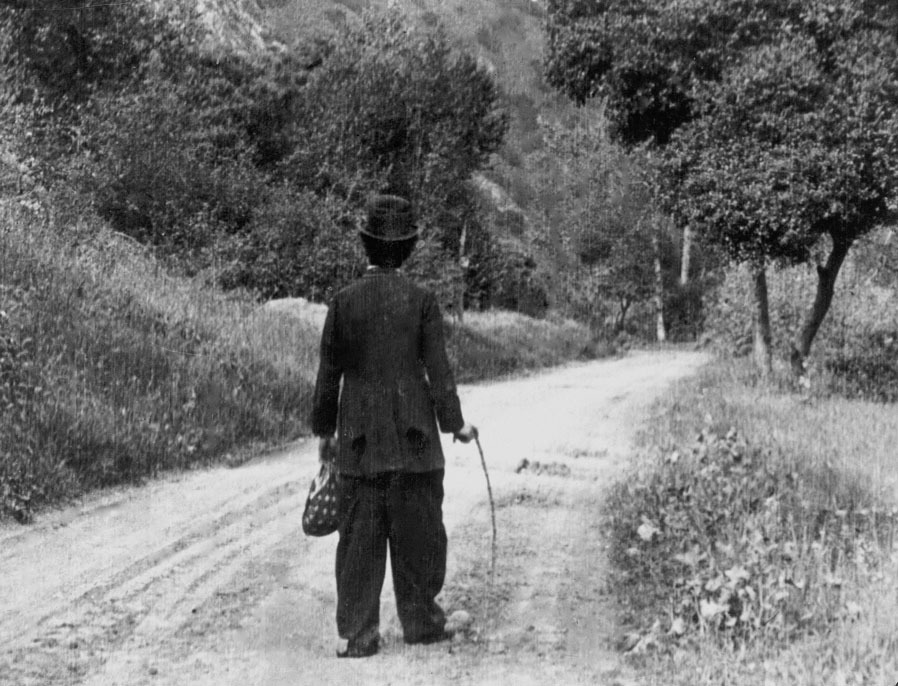
Charlie Chaplin loopt neerslachtig over de weg in de laatste scène van The Tramp (1915), gefilmd op locatie in Niles Canyon.

Eind 1914 slaagde Essanay erin om Charlie Chaplin weg te halen bij Keystone Studios door hem een hoger productieloon en zijn eigen productie-eenheid aan te bieden. Chaplin maakte veertien korte komedies voor Essanay in 1915-1916, zowel in de studio's in Chicago als in Niles, plus een cameo-optreden in de Broncho Billy-film His Regeneration.
De Essanay-films van Chaplin zijn gedisciplineerder dan zijn chaotische ruige Keystone-films, met betere scenario's en meer uitgewerkte personages. De absolute top van de Chaplin-serie is The Tramp (1915), waarin Chaplin's vagebond-personage werk vindt op een boerderij en verliefd wordt op de boerendochter. Chaplin voegde momenten van drama en pathos toe die ongehoord waren in slapstick-komedies. Zo wordt de zwerver geveld door een schotwond en vervolgens teleurgesteld in de liefde. De film eindigt met de beroemde scene van de eenzame zwerver met zijn rug naar de camera, terwijl hij neerslachtig over de weg loopt totdat hij zijn teleurstelling van zich afschudt.
Om te profiteren van de populariteit van Chaplin bracht de studio in 1915 Dreamy Dud Sees Charlie Chaplin uit, een tekenfilm waarin het figuurtje Dreamy Dud een kortfilm van Chaplin bekijkt.
Chaplins vaste gezelschap bij Essanay omvatte Ben Turpin, die het niet leuk vond om met de nauwgezette Chaplin te werken en met hem in slechts een paar films verscheen, de naïeve Edna Purviance, die ook achter de camera's zijn geliefde werd, Leo White, die bijna altijd een schurk speelde, en de autoriteitsfiguren Bud Jamison en John Rand.
Stomme films werden grotendeels buiten gefilmd voor het natuurlijke zonlicht. Zelfs sommige binnenscènes werden buiten gefilmd, met theaterdecors achter de acteurs. Chaplin hield niet van het onvoorspelbare weer van Chicago of het koude klimaat van Niles en verhuisde zijn productie-eenheid naar het gematigdere Los Angeles. Hij verliet Essanay na slechts een jaar voor meer geld en meer creatieve controle elders. Zijn vertrek veroorzaakte een breuk tussen oprichters Spoor en Anderson. Chaplin was de grootste bron van inkomsten van de studio en Essanay ging over tot het maken van "nieuwe" Chaplin-komedies op basis van archiefmateriaal en niet-gebruikte opnames. Na het vertrek van Chaplin contracteerde Essanay de Franse komiek Max Linder, wiens ingenieuze pantomime vaak vergeleken werd met die van Chaplin, maar die niet kon tippen aan Chaplins populariteit in Amerika.

## V-L-S-E, Incorporated
In een poging om de studio te redden sloot Essanay in 1915 een overeenkomst met Vitagraph Studios, Lubin Manufacturing Company en Selig Polyscope Company om een filmdistributiepartnerschap te vormen onder de naam V-L-S-E, Incorporated. In de jaren twintig bleef alleen de merknaam Vitagraph over en in 1925 werd het bedrijf overgenomen door Warner Bros.

## "Black Cat"-films
In 1916 sloot Essanay een overeenkomst met William Kane, die later de uitgever en redacteur van The Black Cat werd, om honderd verhalen van het tijdschrift te verwerven om er "Black Cat"-films van te maken, die elk ongeveer een half uur zouden duren. Het plan was om één film per week uit te brengen, te beginnen op 5 december 1916 met "The Egg", een komedie met in de hoofdrollen Richard Travers en Marguerite Clayton. Kane leende Essanay een verzameling van The Black Cat-nummers, compleet van het eerste nummer tot en met mei 1915, en ontving 1250 dollar van Essanay voor de honderd verhalen die ze selecteerden. Essanay gaf de tijdschriften nooit terug aan Kane, die hen vervolgens aanklaagde en een schadevergoeding van 20.000 dollar eiste voor het verlies van de tijdschriften. Hij won uiteindelijk de zaak bij het Amerikaanse Hooggerechtshof.

## Teloorgang en nasleep
De studio in Chicago bleef films produceren tot 1918 en bracht in zijn tienjarige geschiedenis in totaal ruim 1400 films uit. In een laatste poging om te profiteren van Charlie Chaplins populariteit, knutselde Essanay Triple Trouble in elkaar, waarbij materiaal uit een onafgemaakt Chaplin-project genaamd Life gebruikt werd en acteur Leo White via nieuwe scènes de oudere Chaplin-scènes met elkaar moest verbinden. Filmexploitanten waren wantrouwend over de authenticiteit van de film, waarop Spoor verklaarde "dat de film in zijn geheel nieuw is, precies zoals geadverteerd, en dat de film geen herhaling is noch een heruitgave onder een nieuwe titel". De voltooide film vond een publiek, aangezien nieuwe Chaplin-komedies toen moeilijk te vinden waren, maar de inkomsten waren niet genoeg om het bedrijf te redden.
George Spoor bleef actief in de filmindustrie. Hij introduceerde in 1923 een onsuccesvol 3D-systeem en in 1930 een 65 mm breedbeeldformaat. Spoor stierf in Chicago in 1953. Gilbert Anderson werd een onafhankelijke producent van onder meer een reeks stomme komedies met Stan Laurel.  Anderson stierf in Los Angeles in 1971.
Het gebouw van Essanay in Chicago werd later overgenomen door de onafhankelijke producent Norman Wilding, die industriële films en televisiereclames maakte. Wilding was er veel langer gevestigd dan Assanay, hij gebruikte de locatie tot ten minste 1967, toen vakbladen stopten met het vermelden van "Wilding, Inc." Begin jaren zeventig werd een deel van de studio aangeboden aan Columbia College (Chicago) voor één dollar, maar het aanbod verviel zonder gevolg. Daarna werd het aan een non-profit televisiebedrijf geschonken, dat het verkocht. Een van de huurders was Technicolor. Tegenwoordig is de Essanay-locatie de thuisbasis van St. Augustine's College, de belangrijkste vergaderzaal kreeg de naam Charlie Chaplin Auditorium. In 1996 werd de locatie uitgeroepen tot Chicago Landmark.